# Playa de Turbeiriza
La playa de Turbeiriza, conocida también como Playa de El Cura, es una playa situada en el occidente del Principado de Asturias (España), en el concejo de Valdés y pertenece a la localidad de La Caleya. Forma parte de la Costa Occidental de Asturias y está enmarcada en el Paisaje Protegido de la Costa Occidental de Asturias, presentando catalogación como Paisaje protegido, ZEPA, LIC.

## Descripción
La playa está muy cerca de los pueblos de Canedo y Otur y para acceder a ella hay que cruzar el arroyo que está más al este de Otur desde donde sale un camino ascendente que cruza un monte. Sin abandonarlose pasa por unos prados que suelen tener caballos y bajando por el citado camino se llaga a la playa. Desde el pueblo de «La Calella» hay otro acceso pero tiene mayor dificuld para recorrerlo. El entorno tiene un gran atractivo paisajístico y también geológico ya que tiene una gran cueva . No dispone de ningún servicio y la actividad más recomendable es la pesca recreativa. Resulta necesario hacer un aviso importante: hay que tener cuidado con la pleamar si se accede desde Otur.